# Finales de la NBA de 2017
Las Finales de la NBA de 2017 fueron las series definitivas de los playoffs del 2017 y supusieron la conclusión de la temporada 2016-17 de la NBA. El título se disputó al mejor de siete partidos, entre Cleveland y Golden State, entre el 1 y el 12 de junio, con la victoria de Golden State por 4-1. Suponiendo así, el quinto título para la franquicia, segundo en los tres últimos años. El MVP de la final fue para Kevin Durant, que promedió 35.2 puntos con un 56% en tiros de campo.
Los Golden State Warriors se clasificaron primeros en la Conferencia Oeste con un récord de (67-15), mientras que los Cleveland Cavaliers se clasificaron segundos en la Conferencia Este por detrás de los Boston Celtics, con un récord de (51-31). Como dato curioso los Warriors barrieron a los equipos que enfrentó en los Playoffs 4-0 en cada fase.
Fue la tercera vez consecutiva desde las finales de 2015 que ambos equipos se veían las caras en las finales. 

## Enfrentamientos previos en temporada regular
| Reportaje | Fecha      | Equipos                                     | Resultado | Lugar                                    |
| --- | ---------- | ------------------------------------------- | --------- | ---------------------------------------- |
| Reportaje 1 (enlace roto disponible en Internet Archive; véase el historial, la primera versión y la última). | 25/12/2016 | Golden State Warriors - Cleveland Cavaliers | 108 - 109 | Quicken Loans Arena, en Cleveland (Ohio) |
| Reportaje 2                                                                                                   | 16/01/2017 | Cleveland Cavaliers - Golden State Warriors | 91 - 126  | Oracle Arena, en Oakland (California)    |

## Camino hacia las Finales de la NBA
La trayectoria en las eliminatorias de playoffs de ambos equipos ha sido:
|  | Equipo                | Primera ronda                      | Semifinales de Conferencia  | Finales de Conferencia        |
|  | --------------------- | ---------------------------------- | --------------------------- | ----------------------------- |
|  | Cleveland Cavaliers   | Ganó a Indiana Pacers, 4-0         | Ganó a Toronto Raptors, 4-0 | Ganó a Boston Celtics, 4-1    |
|  | Golden State Warriors | Ganó a Portland Trail Blazers, 4-0 | Ganó a Utah Jazz, 4-0       | Ganó a San Antonio Spurs, 4-0 |

## Partidos de la Final

### Partido 1
| 1 de junio                        | Cleveland Cavaliers                                       | 91–113               | Golden State Warriors                                           | |  |  |
|                                   | Parciales: 30-35, 22-25, 20-33, 19-20                     |                      |                                                                 | |  |  |
|                                   | Estadísticas LeBron James 28 Kevin Love 21 LeBron James 8 | Reporte Pts Reb Asts | Estadísticas Kevin Durant 38 Draymond Green 11 Stephen Curry 10 | Pabellón: Oracle Arena, Oakland, California Asistencia: 19.596 espectadores Árbitros: Dan Crawford, Derrick Stafford, Zach Zarba Televisión: ABC |  |  |
| Golden State lidera la serie, 1-0 |                                                           |                      |                                                                 | |  |  |
|                                   |                                                           |                      |                                                                 | |  |  |

### Partido 2
| 4 de junio                        | Cleveland Cavaliers                                          | 113–132              | Golden State Warriors                                         | |  |  |
|                                   | Parciales: 34-40, 30-27, 24-35, 25-30                        |                      |                                                               | |  |  |
|                                   | Estadísticas LeBron James 29 LeBron James 11 LeBron James 14 | Reporte Pts Reb Asts | Estadísticas Kevin Durant 33 Kevin Durant 13 Stephen Curry 11 | Pabellón: Oracle Arena, Oakland, California Asistencia: 19.596 espectadores Árbitros: Scott Foster, Tony Brothers, James Capers Televisión: ABC |  |  |
| Golden State lidera la serie, 2-0 |                                                              |                      |                                                               | |  |  |
|                                   |                                                              |                      |                                                               | |  |  |

### Partido 3
| 7 de junio                        | Golden State Warriors                                          | 118–113                               | Cleveland Cavaliers                                       | |  |  |
| 9:00 p. m.                        | Parciales: 39–32, 28–29, 22–33, 29–19                          | Parciales: 39–32, 28–29, 22–33, 29–19 | Parciales: 39–32, 28–29, 22–33, 29–19                     | |  |  |
|                                   | Estadísticas Kevin Durant 31 Stephen Curry 13 Draymond Green 7 | Reporte Pts Reb Asts                  | Estadísticas LeBron James 39 Kevin Love 13 LeBron James 9 | Pabellón: Quicken Loans Arena, Cleveland, Ohio Asistencia: 20,562 espectadores Árbitros: Monty McCutchen, Ed Malloy, Ken Mauer Televisión: ABC |  |  |
| Golden State lidera la serie, 3–0 |                                                                |                                       |                                                           | |  |  |
|                                   |                                                                |                                       |                                                           | |  |  |

### Partido 4
| 9 de junio                        | Golden State Warriors                                           | 116–137              | Cleveland Cavaliers                                                   | |  |  |
|                                   | Parciales: 33–49, 35–37, 28–29, 20–22                           |                      |                                                                       | |  |  |
|                                   | Estadísticas Kevin Durant 35 Draymond Green 14 Stephen Curry 10 | Reporte Pts Reb Asts | Estadísticas Kyrie Irving 40 James, Thompson 10 ambos LeBron James 11 | Pabellón: Quicken Loans Arena, Cleveland, Ohio Asistencia: 20.562 espectadores Árbitros: Mike Callahan, Marc Davis, John Goble Televisión: ABC |  |  |
| Golden State lidera la serie, 3–1 |                                                                 |                      |                                                                       | |  |  |
|                                   |                                                                 |                      |                                                                       | |  |  |

### Partido 5
| 12 de junio                    | Cleveland Cavaliers                                         | 120–129              | Golden State Warriors                                           | |  |  |
|                                | Parciales: 37–33, 23–38, 27-33, 27-31                       |                      |                                                                 | |  |  |
|                                | Estadísticas LeBron James 41 LeBron James 13 LeBron James 8 | Reporte Pts Reb Asts | Estadísticas Kevin Durant 39 Draymond Green 12 Stephen Curry 10 | Pabellón: Oracle Arena, Oakland, California Asistencia: 19.596 espectadores Árbitros: Dan Crawford, Ed Malloy, Derrick Stafford Televisión: ABC |  |  |
| Golden State gana la serie 4-1 |                                                             |                      |                                                                 | |  |  |
|                                |                                                             |                      |                                                                 | |  |  |

## Televisión
Los cinco partidos se emitieron en Estados Unidos por la cadena de televisión ABC. Los partidos tuvieron una audiencia promedio de 18.7, 19.7, 20.0, 19.0 y 24.5 millones de televidentes respectivamente, alcanzando un índice de audiencia promedio de 11.3 puntos, con una audiencia media de 20.4 millones en Estados Unidos. Por su parte, la cadena estadounidense ESPN Deportes, hizo una cobertura de los partidos de la Final en español.